# 후지타 마코토
후지타 마코토(藤田 まこと, 1933년 4월 13일 ~ 2010년 2월 17일)는 일본의 배우이자 가수, 희극 배우이다. 본명은 하라다 마코토(原田 眞)이다.
도쿄 부 도쿄시(현: 도쿄도) 도시마구 이케부쿠로에서 태어나 교토부 교토시에서 자랐다. 교토시립 호리카와 고등학교를 중퇴했다. 아버지는 배우 후지타 린타로이다.
2002년 자수 훈장을 수상했다.

## 출연

### 드라마
- 《필살》 시리즈
- 1973년 《필살 사치인》
- 1977년 《신·필살 사치인》
- 2003년 《무사시》
- 2004년 《료마가 간다》
- 2004년 《오오쿠 제1장》
- 2006년 《배우혼!》
- 2008년 《사사키 부부의 인의 없는 싸움》
- 2009년 《타임슬립 닥터 진》

### 영화
- 1961년 《출세무사도》
- 1980년 《나쁜 녀석들》
- 2006년 《오오쿠》
- 2007년 《쓰바키 산주로》
- 2008년 《내일에의 유언》